# Partido da União Siríaca (Síria)
O Partido da União Siríaca sírio (em siríaco:  ܓܒܐ ܕܚܘܝܕܐ ܣܘܪܝܝܐ ܒܣܘܪܝܐ, em árabe: حزب الإتحاد السرياني في سورية) é um partido político secular que representa os interesses dos siríacos/assírios na Síria e está alinhado com a ideologia modernizadora Dawronoye. Criado a 1 de outubro de 2005, desde o início da Guerra Civil Síria tem estado ao lado das forças seculares e federalistas curdas em Rojava, cético tanto face ao governo baathista de Bashar al-Assad como face aos oposicionistas da Coligação Nacional Síria.

## Papel no Cantão de Jazira em Rojava
Com o início da Guerra Civil Síria em 2011, o Partido da União Siríaca aliou-se com o Partido da União Democrática curdo (PYD), com o qual partilha as ideias secularistas e de esquerda. O Partido da União Siríaca mais tarde aderiu ao Movimento para uma Sociedade Democrática (TEV-DEM), a aliança liderada pelo PYD que governa Rojava, tendo 3 deputados no Conselho Democrático Sírio.
O Partido da União Siríaca criou a milícia Conselho Militar Siríaco e a força policial Sutoro para proteger as comunidades assírias que habitam o nordeste da Síria Sutoro foi integrada na força policial Asayish do cantão de Jazira da Federação da Síria do Norte - Rojava, mas o ramo de Qamishli mais tarde separou-se e aliou-se ao regime de Assad com o nome de Sootoro. O Conselho Militar Siríaco tem colaborado proximamente com as predominantemente curdas Unidades de Proteção Popular (YPG)  e participam nas Forças Democráticas Sírias (SDF).

## Perseguição pelo governo de Assad
O Partido da União Siríaca tem sido sujeito a continua repressão pelo regime de Assad durante a guerra civil, apesar de integrar a oposição não-violenta e semi-tolerada do Comitê Nacional de Coordenação para a Mudança Democrática. A 6 de junho de 2013, em Qamishli, forças governamentais invadiram a residência de Rubel Gabriel Bahho, membro do comité executivo do partido, e aprisionaram-no. A 12 de agosto de 2013, as forças de segurança detiveram Sait Malki Cosar,  vice-presidente do partido e pai de Joahann Cosar, líder do Sutoro, quando este desembarcava no aeroporto de Qamishli, depois de uma visita à Suiça, onde ele posui dupla nacionalidade. Depois ficar várias dias detido em Qamishli, Cosar foi transferido para uma prisão nos arredores de Damasco e deixou de haver contacto com ele. O seu destino permanece desconhecido em Abril de 2017.
Há rumores de que Cosar terá morrido sob custódia, em circunstâncias suspeitas. O governo apresentou um certidão de óbito para Cosar declarando que este teria morrido em Damasco de uma falha cardíaca às 22:00 ou às 22:25 no dia da sua prisão, embora o seu avião não tenha chegado em Qamishli antes das 22:30; apesar de pedidos tanto do Partido da União Siríaca como da sua família, os responsa´veis governamentais recusaram-se a apresentar o corpo. Os familiares de Cosar alegado terão conseguido entrar em contacto com os médicos que, em Damasco, assinaram a certidão de óbito, que lhes disserem que o governo frequentemte os obriga a assinar certidões de óbito para detidos sem os permitir sequer ver os cadáveres. Tanto familiares como amigos e colegad de partido acreditam que Cosar pode ainda estar vivo, e alegam que o governo está a tentar ocultar que ele terá sido torturado sob custódia.

## Atividades na Europa
A 15 de agosto de 2012, membros do Partido da União Siríaca invadiram a a embaixada síria em Estocolmo protestando contra o governo sírio. Uma dúzia dos seus membros foi depois detida pela polícia sueca.